# Norbanus tenuicornis
Norbanus tenuicornis är en stekelart som beskrevs av Boucek 1970. Norbanus tenuicornis ingår i släktet Norbanus och familjen puppglanssteklar.
Artens utbredningsområde är Italien. Inga underarter finns listade i Catalogue of Life.